# Тюп
Тюп (кирг. Түп) — село, административный центр Тюпского района Иссык-Кульской области. Административный центр Тюпского аильного округа.

## Общие сведения
Расположен в восточной части Иссык-Куля, в 27 км от областного центра — города Каракол и в 191 км от города Балыкчы. В 1916 году было открыто почтовое отделение.
Основными видами деятельности являются сельское хозяйство и животноводство.
На 2010 год в селе Тюп проживает всего пять участников — ветеранов ВОВ.

## Население
По данным переписи 2022 года, в селе проживало 12 416 человек.

### Инфраструктура
Имеются 2 средние школы: школа им. В. Кайкина и школа им. А. Карымшакова, 1 школа лицей им. С. Касымова, 1 Профессиональный технический лицей № 80.
Районная больница, районная администрация, 2 детских сада и другие государственные учреждения.
Памятник погибшим в годы Великой Отечественной войны.